# 騎士竜戦隊リュウソウジャー THE MOVIE タイムスリップ!恐竜パニック!!
『騎士竜戦隊リュウソウジャー THE MOVIE タイムスリップ！恐竜パニック!!』（きしりゅうせんたいリュウソウジャー ザ ムービー タイムスリップ きょうりゅうパニック）は、2019年7月26日より東映系で公開された日本の映画作品。
同時上映作品は『劇場版 仮面ライダージオウ Over Quartzer』。
キャッチコピーは「恐竜時代でケボーン!!」「超巨大隕石から地球を守れ!」。

## 概要
特撮テレビドラマシリーズ「スーパー戦隊シリーズ」の『騎士竜戦隊リュウソウジャー』の初単独映画作品。監督はテレビシリーズパイロット監督の上堀内佳寿也。
劇場ゲストとして北原里英と佐野史郎が出演する。
本作品のオリジナルメカとしてディノミーゴとコブラミーゴ、それらが合体したキシリュウジンが登場。
カナロ / リュウソウゴールド役の兵頭功海は本作品で初めてリュウソウジャー加入後の同役を演じた。なお、リュウソウゴールドとしては作中には登場せず、劇場版ポスタービジュアルおよびエンディングに登場している。
上堀内は、6,500万年前の世界を舞台とすることから、人間の手の入っていない自然の風景をロケ地に選んでいる。

## あらすじ
6,500万年前の地球、リュウソウ族とドルイドン族が激しい戦いを繰り広げるなか、隕石が迫る。ドルイドンはリュウソウ族の地球脱出用の宇宙船をすべて破壊し宇宙へ逃亡する。
2019年現在の地球ではコウたち6人とういと尚久が福井県立恐竜博物館にやってきていた。するとそこに6,500万年前の古代のリュウソウ族であるユノがタイムスリップしてきた。そこに現れた始祖マイナソーの能力によって6,500万年前にタイムスリップすることになる。
タイムスリップした6,500万年前では古代のリュウソウ族の長でユノの父でもあるヴァルマが隕石から逃れるためのシェルターを建設していたものの、選民思想に囚われて決闘に勝ったリュウソウ族のみを収容しヴァルマがその頂点に立つことで世界を支配しようとしていた。
コウたち5人はヴァルマの野望を阻止し、隕石落下を阻止するために過去と現在を行き来することになる。

## 本作品のキャラクター
ユノ
ヴァルマの娘。始祖マイナソーを生み出し、マイナソーの能力で現代へとタイムスリップし、コウにヴァルマを止めさせようとする。
テレビシリーズ第38話には残留思念が始まりの神殿の番人として登場した。
ヴァルマ
ユノの父で、6,500万年前のリュウソウ族の長でもある。恐竜の力を利用することで「竜の鎧」と呼ばれるガイソーグや太古の騎士竜ディノミーゴをはじめとする兵器を開発し、それを用いてドルイドン族と戦っていたが、その強大な力に耽溺して強者のみが生き残るべきという思想に傾倒し、村の決闘場で勝った者のみをシェルターに入れ、世界の支配者になるという野望を抱くようになってしまう。左手にはガイソーケンを実体化させる装置を着けており、掌からガイソーケンを取り出し、ガイソーグへガイソーチェンジする。

始祖マイナソー
ユノのヴァルマの暴走を止めたいというマイナス感情から自然発生した6,500万年前に地球上で初めて生み出された古代のマイナソー。属性は竜型モンスター、分類は古代種。
タイムスリップを引き起こす能力を持ち、鼻先の角と肩の棘と後頭部のフリルの3つのリングが光って並ぶことで周囲の時間を狂わせて時空のゲートが開く。また、強力な熱線を角から放つ。最期はキシリュウオーファイブナイツのファイブナイツインフィニティブレイクに敗れる。
- テレビシリーズ第1話に登場したマイナソー完全体のように怪獣っぽいものとなり、恐竜時代に生まれたためトリケラトプスなどの角竜のようなモチーフにしている。

## 戦力
ディノミーゴ
ヴァルマによって作られたティラノサウルスが強化された最古の騎士竜。
- ガイソーグが登場するため、額の菱形ディテールなどガイソーグの要素を少し入れている。

コブラーゴ
ヴァルマによって作られた2体で行動するコブラに似た小型騎士竜。ディノミーゴの頭部にあるナイトストーンから送られたテレパシーによって動く。赤と青の目の2体がおり、普段は2体が縮小・融合したペンダントの状態でユノが所持している。

キシリュウジン
ディノミーゴにコブラーゴ2体が竜装合体した古のナイトロボ。ヴァルマが開発したキシリュウオーのプロトタイプでもある。頭部はナイトモードに覚醒したビュービューソウルを冠したものとなっている。武器は両手に装備したコブラーゴの尻尾が変形したナイトビュービューソード。両肩のコブラーゴヘッドから発射する炎フレイムビームを得意技とする。巨大隕石が接近する中でガイソーグを装着したヴァルマが搭乗し、ガチレウスとタンクジョウを迎え撃った。その後はヴァルマによって封印されていたが、終盤で復活しコクピットスペースにコウ以外のリュウソウジャー4人が搭乗し大気圏外へと向かい、巨大隕石を破壊するが、肉体が耐え切れず消滅した。
- 他のロボとの差別化として、二刀流の武者となっている。キシリュウオーのリデコで、ディノミーゴの頭部やコブラーゴ、リュウソウルなどは新規造形となっている。カラーリングも銀色が金色に反転しており、武者のようなテイストにすることでティラミーゴとは異なるものにしている。頭部のビュービューソウルは風のような意匠となっている。ダークトーンは子供向け番組ではなかなか使用されないが、劇場版という番外編的立ち位置にあるため、紺とも緑ともつかないケレン味が効いたカラーリングとなっている。

## キャスト
- コウ / リュウソウレッド - 一ノ瀬颯[19]
- メルト / リュウソウブルー - 綱啓永[19]
- アスナ / リュウソウピンク - 尾碕真花[19]
- トワ / リュウソウグリーン - 小原唯和[19]
- バンバ / リュウソウブラック - 岸田タツヤ[19]
- カナロ / リュウソウゴールド[注釈 2] - 兵頭功海[19]
- 龍井うい - 金城茉奈[19]
- 女性職員 - 森田涼花[20]
- 女性 - 藤本くるみ
- ユノ - 北原里英[19]
- ヴァルマ[注釈 3] - 佐野史郎[19]
- 龍井尚久 - 吹越満[19]

### 声の出演
- タンクジョウ - 中田譲治[19]
- ガチレウス - 稲田徹[19]
- 穴井勇輝
- 小峰一己
- 山森圭介
- 池ヶ谷華菜子

### スーツアクター
一部出典はジャパンアクションエンタープライズ公式ホームページより。
- リュウソウレッド[23][24] - 伊藤茂騎
- 高田将司
- リュウソウピンク[25]、ユノ（吹き替え）[25] - 下園愛弓
- 蔦宗正人
- 竹内康博
- リュウソウゴールド[5][注釈 4]、ドルン兵[5] - 岡田和也
- キシリュウジン[26]、キシリュウオーファイブナイツ[27] - 藤田洋平
- 矢部敬三
- 森博嗣
- 始祖マイナソー[27] - 岡元次郎
- ガイソーグ[25] - 清家利一
- 喜多川2tom
- 渡辺実
- 蜂須賀祐一
- 神尾直子
- 橋本恵子
- 大林勝
- 村岡弘之
- 高木英一
- おぐらとしひろ
- 富永研司
- 野川瑞穂
- 本多剛幸
- 佐藤義夫
- 向田翼
- 永徳
- 渡辺淳
- 五味涼子
- 藤田慧
- 神前元
- 浅井宏輔
- 中野高志
- 寺本翔悟
- 大岩剣也
- 中田裕士
- 松本城太郎
- 竹中凌大
- 宮川連
- 塚越靖誠
- 鍜治洸太朗
- 近藤雄太
- 酒井和真
- 福田圭佑
- 内田卓斗
- 橋本征弥
- 坂梨由芽
- 宮澤雪
- 杉森菜摘
- 山崎千夏
- 駒﨑太嘉
- 剣士郎
- 林潔
- 石飛雄太
- 小林駿哉
- 殿村将城
- 小澤雄喜
- 中山孟
- 大槻響
- 高嶋宏一郎
- 佐藤文平
- 吉田光
- 上平田結花
- 齊藤謙也
- 小森拓真
- 草野伸介
- 菊地雄人
- 松本直也

## スタッフ
- 製作 - 手塚治（東映）、西新（テレビ朝日）、高木勝裕（東映アニメーション）、間宮登良松（東映ビデオ）、柴田邦彦（ADKエモーションズ）、相原晃（東映エージエンシー）、垰義孝（バンダイ）
- 企画 - 中川昌義（東映）、鷲尾天（東映アニメーション）、加藤和夫（東映ビデオ）、高橋知子（ADKエモーションズ）、清水啓司（東映エージエンシー）、金木勲（バンダイ）
- 原作 - 八手三郎[19]
- 脚本 - 山岡潤平[19]
- 音楽 - 𠮷川清之[19]
- 撮影 - 植竹篤史（アップサイド）
- 照明 - 堀直之
- 美術 - 岡村匡一
- 録音 - 中山寿範
- 整音 - 原口崇正
- 編集 - 柳澤和子
- 整音 - 原口崇正
- スクリプター - 柿﨑徳子
- 助監督 - 須上和泰
- 製作担当 - 𠮷川和也
- ラインプロデューサー - 道木広志、青柳夕子
- 撮影助手 - 根来佑子、佐藤琢也、山田一都
- 装飾 - 高津装飾美術
- 絵コンテ - 田中浩二
- エンディングダンス振付 - 彩木エリ（イカキック）
- ダンス指導 - 藤田可奈子（イカキック）
- キャラクターデザイン - 久正人
- 衣裳デザイン - 伊津野妙子
- デザイン協力 - プレックス
- 企画協力 - 企画者104
- 造型 - レインボー造型企画
- VFXスーパーバイザー - 山本達也
- 特別協力 - 福井県、福井県立恐竜博物館
- プロデューサー補 - 土井健生
- 製作プロダクション - 東映テレビ・プロダクション
- エグゼクティブプロデューサー - 佐々木基（テレビ朝日）
- プロデューサー - 丸山真哉・高橋一浩（東映）、井上千尋（テレビ朝日）、菅野あゆみ、矢田晃一・深田明宏（東映エージエンシー）
- アクション監督 - 福沢博文[19]
- 特撮監督 - 佛田洋[19]
- 劇場版「ジオウ・リュウソウジャー」製作委員会（東映、テレビ朝日、東映アニメーション、東映ビデオ、ADKエモーションズ、東映エージエンシー、バンダイ）
- 監督 - 上堀内佳寿也[19]
- アクション監督補佐 - おぐらとしひろ[22][注釈 1]
- 配給 - 東映[注釈 1]

## 音楽
主題歌「ケボーン！リュウソウジャー（Movie Edition）」
作詩：KOCHO / 作曲：奥井康介 / 編曲：中塚武 / 歌：Sister MAYO

## 映像ソフト化
2019年12月4日発売。Blu-ray / DVDでリリース。
- 騎士竜戦隊リュウソウジャー THE MOVIE タイムスリップ！恐竜パニック!! DVD通常版（1枚組）
  - 映像特典
    - 特報
    - 劇場予告
    - TVスポット
- 騎士竜戦隊リュウソウジャー THE MOVIE タイムスリップ！恐竜パニック!! コレクターズパック（2枚組）
  - ディスク1：本編Blu-ray
    - 映像特典
      - メイキング
      - 製作発表会見
      - 完成報告イベント
      - 公開初日舞台挨拶
      - 公開2日目舞台挨拶
      - 特報
      - 劇場予告
      - TVスポット
      - PR集
      - ノンスーパーED
      - リュウソウデータファイル
      - ポスターギャラリー

  - ディスク2：本編DVD
    - 映像特典
      - 特報
      - 劇場予告
      - TVスポット